# 若村麻由美
若村麻由美（1967年1月3日—），日本女演員。出身於東京都練馬區。隸屬於、Tristone Entertainment。

## 略歷
畢業於淑徳高等学校。日本舞坂東流名取。

高中畢業後，進入演員仲代達矢主宰的演員訓練班「無名塾」。據聞若村在高中時，偶然看到無名塾的舞台劇「哈洛與茂德」便深受感動，成為進入無名塾的契機。在無名塾畢業後，1987年演出晨間小說連續劇《早乙老師》女主角，自此廣為人知。若村由723人的海選中脫穎而出，之後便開啟演藝之路，活躍於演藝圈。
她家原本在居住所在地練馬區附近經營一間炸豬排餐廳「勝若」，後來重新裝潢，改為和風餐廳，仍然叫做「勝若」。而她本人則在2004年2月時，與宗教團體釋尊會的主持人小野兼弘結婚。2007年4月18日，其夫小野兼弘因病逝世。

## 出演作品

### 電影
- （1991年）飾演 小泉公美子
- 福澤諭吉（日语：福沢諭吉 (映画)）（1991年）飾演
- 仔鹿物語（日语：仔鹿物語）（1991年）飾演 春子先生
- 帶子狼 在那雙小手中（1993年）飾演 七生
- 月光の夏（日语：月光の夏）（1993年）飾演 公子（国民学校教師）
- 金融腐蝕列島「呪縛」（日语：金融腐蝕列島）（1999年）飾演 和田美豐
- Last Scene（日语：ラストシーン (映画)）（2002年）飾演 三原千鶴
- （2002年）飾演 惠美
- 成吉思汗：征服到地與海的盡頭（2007年）飾演 訶額侖
- 神之謎（2008年）
- （2009年）飾演 小澤絢子（特別出演）
- 臨場・劇場版（英语：臨場 (テレビドラマ)#映画）（2012年）
- Night People（日语：ナイトピープル）（2013年）飾演 花宮慧子

### 動畫電影
- （1990年）飾演

### 電視劇

#### NHK
- 連續電視小說
  - 早乙老師（日语：はっさい先生）（1987年 - 1988年）主演 早乙女翠
  - 純與愛（2012年 - 2013年）飾演 待田多惠子
  - 半邊藍天（2018年）飾演 佐野弓子
  - 小女侍（2020年 - 2021年）飾演 山村千鳥
- 大河劇
  - 春日局（1989年）飾演 阿樂（お楽）
  - 信長（1992年）飾演 阿鍋（なべ）
  - 篤姬（2008年）飾演 觀行院
  - 花燃（2015年）飾演 椋梨美鶴
- 飛翔的（1989年）飾演 濱田由利
- 近松青春日記（日语：近松青春日記）（1991年）飾演
- 戦国武士の有給休暇（日语：戦国武士の有給休暇）（1994年）飾演 榊夕紀
- 天晴れ夜十郎（日语：天晴れ夜十郎）（1996 - 1997年）飾演 三千歳
- 素敵にライバル（日语：素敵にライバル）（1999年）
- 柳橋慕情（日语：柳橋慕情）（2000年）飾演
- 街頭律師（日语：マチベン）（2006年）飾演 愛川
- 刑事の現場（日语：刑事の現場）（2009年）飾演 筒井薰
- 暴風雨（2011年）飾演 王妃
- 忍者妻（日语：妻は、くノ一#テレビドラマ）（2013年）飾演 雅江
  - 忍者妻〜最終章〜（2014年）
- 明治開化 新十郎偵探帖（2020年）
- しかたなかったと言うてはいかんのです（2021年）飾演 三浦清子
- 忠臣蔵狂詩曲No.5 中村仲蔵 出世階段（2021年12月4日・11日）飾演 志賀山お俊
- Prism（2022年）飾演 前島梨沙子
- 善人長屋 第2話（2022年）飾演 お才
- 大富豪同心 第3季（2023年）飾演 おカネ

#### 日本電視台
- （1988年）
- 週二懸疑劇場
  - 松本清張特別篇·家紋（日语：家紋 (松本清張)#1990年版）（1990年2月，松竹·《霧》企劃）飾演 雪代
  - 京都·女性記者系列（日语：京都・女性記者シリーズ）（1994年 - 1995年）飾演 村上桂
    - 京都近江殺人街道（1994年4月12日）
    - 京都奈良殺人街道（1994年8月9日）
    - 京都塩津殺人街道（1994年12月6日）
    - 京都日野殺人街道（1995年2月28日）
    - 京都九里半殺人街道（1995年5月30日）
    - 京都北陸殺人街道（1995年12月5日）
- 愛的真諦（1996年）
- 國王的心臟～李爾王～（日语：王様の心臓〜リア王より〜）（2007年）飾演 刈谷
- 來自櫻花的信 ～AKB48 各自的畢業故事～（2011年）飾演 谷崎杏子
- 復胖男女（2011年）飾演 森中蘭
- 特官 特別國稅徴收官（日语：トッカン -特別国税徴収官-#テレビドラマ）（2012年）飾演 白川耀子
- 黑色十人之女（日语：黒い十人の女#2016年版）（2016年）飾演 風睦

#### TBS
- HOTEL（日语：HOTEL (テレビドラマ)）（1990年）飾演 中島淳子
- 源氏物語 上の巻・下の巻（日语：源氏物語 上の巻・下の巻）（1991年）飾演 女三宮（日语：女三宮）
- 泣きたい夜もある（日语：泣きたい夜もある）（1993年）
- 大忠臣藏（日语：大忠臣蔵 (1994年のテレビドラマ)）（1994年）飾演 瑤泉院（日语：瑤泉院）
- 30沒戀人（2007年）飾演 高野逸子
- 水戶黃門（日语：水戸黄門 (パナソニック ドラマシアター)）
  - 第39部 第14話（2009年1月26日）飾演 
  - 第42部 第18話（2011年2月21日）飾演
- 週一黃金檔（日语：月曜ゴールデン）
  - （2010年2月8日）飾演
- 獸醫杜立德（2010年）飾演 赤井明子律師
- 出生。（日语：生まれる。）（2011年）飾演 川上千惠
- Resident～五名實習醫生～（日语：レジデント〜5人の研修医）（2012年）飾演 上野薫
- 美麗陷阱〜殘花繚亂〜（日语：残花繚乱）（2015年）飾演 柏木美津子
- 酒店禮賓部（2015年）飾演 片桐美穗子

#### 富士電視台
- 飢餓海峡（日语：飢餓海峡）（1988年）飾演 杉戶八重
- 直木賞作家懸疑系列（日语：関西テレビ制作・月曜夜10時枠の連続ドラマ#1990年）（1990年3月，G）
- 忠臣蔵 風の巻・雲の巻（日语：忠臣蔵 風の巻・雲の巻）（1991年）飾演 浮橋太夫
- 松本清張作家活動40年紀念·球形的荒野（日语：球形の荒野#1992年版）（1992年）飾演 野上久美子
- 夏子的酒（1994年）飾演 佐伯和子
- 御家人斬九郎（日语：御家人斬九郎）（1995年 - 2002年）飾演 蔦吉
- もう我慢できない!（日语：もう我慢できない!）（1996年）飾演 福本
- 松本清張特別篇·霧之旗（日语：霧の旗#1997年版）（1997年）飾演 柳田桐子
- 新春電視劇特別篇 秋刀魚之味（2003年）飾演 堀江子
- 白色巨塔（2003年 - 2004年）飾演 財前杏子
- 夜桜お染（日语：夜桜お染）（2003年 - 2004年）主演
- 八墓村（日语：八つ墓村）（2004年）飾演 森美也子
- 鬼平犯科帳系列
  - 鬼平犯科帳特別篇 兇賊（日语：鬼平犯科帳スペシャル 兇賊）（2006年）飾演 
  - （2016年）飾演 [2]
- 富家女與窮太郎（2008年）飾演 美田園真紀子
- 木枯し紋次郎（日语：木枯し紋次郎#2009年版）（2009年）飾演 阿市
- 鬼平犯科帳スペシャル 一寸の虫（日语：鬼平犯科帳スペシャル 一寸の虫）（2011年）飾演 阿幸
- 花樣少年少女 ～美男☆樂園～（2011年）飾演 樹
- 鴨去京都～老舖旅館的女將日記～（2013年）飾演 梅垣鈴風
- 福家警部補的問候（2014年）飾演 小木野
- 週五酬賓檔（日语：金曜プレミアム）
  - 以我為名的變奏曲（2015年）飾演 高木史子
- 世界奇妙物語
  - （1991年）飾演　菅沼真紀子
  - （2014年）飾演 志倉賴子
  - （2024年）飾演 雨霧梢
- 海月姬（2018年）飾演 リナ
- 結婚對象用抽的（日语：結婚相手は抽選で）（2018年）飾演 小野寺友紀子
- 夏洛克：未敘之章（2019年）飾演 乾千沙子（第5話）
- 這個美好世界（2023年）飾演 濱岡妙子/若菜絹代
- 解謊偵探少女（2024年）飾演 浦部フミ

#### テレビ朝日
- さすらい刑事旅情編（1988年 - 1989年）飾演 花井百合子（巡査）
- 風林火山（2006年）飾演 三条之方
- 松本清張 けものみち（2006年）飾演 佐伯米子
- 白虎隊（2007年）飾演 篠田しん子
- 遠山の金さん（2007年）飾演 おしの
- 女刑事みずき〜京都洛西署物語〜（2007年）飾演 笠間頼子
- 半落ち（2007年）飾演 小久保令子
- 敵は本能寺にあり（2007年）旁白
- 科调所的女法研（2008年 - ）飾演 風丘早月教授
- 徳川家康と三人の女（2008年）飾演 朝日姫
- 謎（2008年）飾演 宮部貴美子
- 男装の麗人〜川島芳子の生涯〜（2008年）飾演 諏訪景子
- 松本清張生誕100年特別企画 疑惑（2009年）飾演 高原マキ
- 必殺仕事人2009（2009年）飾演 雨宮きよ
- 刑事定年（2010年）飾演 柳田留璃子
- 告発〜国選弁護人（2011年）飾演 清水熱子・清水ゆめ子
- あの海を忘れない（2011年）飾演 高橋響子
- W的悲劇（2012年）飾演 和辻淑枝
- 松本清張死後20年 電視特別篇 十萬分之一的偶然（日语：十万分の一の偶然#2012年版）（2012年）飾演 越坂奈月
- 遺留搜查（2013年）飾演 遠野麻理子
- 匿名偵探（2014年）飾演 片桐文乃
- ザ・ドライバー（2015年）飾演 田畑並子[3]
- 警視廳・搜查一課長（2016年） 飾演 秋本恵利香
- 土曜ワイド劇場（日语：土曜ワイド劇場）
  - 復讐相続の女（2000年）飾演 野木塔子
  - 京都のテミス女裁判官（2003年 - 2004年）飾演 松宮亜紀子判事
  - ユニット（2006年）飾演 門脇祐子
  - 復讐のダイヤモンド（2006年）飾演 田村のぞみ
  - 家政婦的見證（2007年）飾演 原香月
  - 横浜海上警察（2007年）飾演 名村暢子刑事
  - 弁護士・森江春策の裁判員法廷（2009年 - 2011年） 飾演 菊園綾子検事
  - 交渉人 遠野麻衣子（2010年）飾演 遠野麻衣子
  - 事件15（2012年）飾演 中井美佐子
  - ゴーストライターの殺人取材（2012年）飾演 鮫島彩乃
  - タクシードライバーの推理日誌33（2013年）飾演 田島結衣
  - 遺品の声を聴く男5（2014年）飾演 福原瞳
  - 火災調査官・紅蓮次郎15（2015年）飾演 久慈楓
- 家政夫三田園2（2018年）飾演 森田順子
- 派遣占卜師ATARU（2019年）飾演 キズナ

#### 東京電視台
- 週三推理之夜（日语：水曜ミステリー9）
  - 新手事件記者·三咲（日语：新米事件記者・三咲）（2005年）飾演 高峰帆波記者
  - 松本清張特別企劃·強蟻（日语：強き蟻#2006年版）（2006年）飾演 有田伊佐子
  - 松本清張特別企劃·埋伏（日语：張込み#2011年版）（2011年）飾演 
  - 北海道警事件簿 警部補 五條聖子（日语：北海道警事件ファイル 警部補 五条聖子）（2012年 - 2017年）飾演 五條聖子
- 龙马来了（2004年）飾演 登勢
- 刺客請負人（日语：刺客請負人）（2007 - 2008年）飾演
- 我們的星塵dance（日语：ボクら星屑のダンス）（2011年）飾演 淺井美佐子
- 望鄉（日语：望郷 (湊かなえの小説)）〈海之星〉（2016年）飾演 濱崎佳子
- 警視廳零系 生活安全科萬能諮詢室 第二季（2017年）飾演 氷川小百合
- 電視劇Biz「ヘッドハンター」（2018年）飾演 熊谷瑤子
- 機捜235III（2022年）飾演 重田由紀恵
- 初戀、稍顯粗糙（2023年）飾演 上戶冬美

#### WOWOW
- 潘多拉III 革命前夜（日语：パンドラ (テレビドラマ)#パンドラIII 革命前夜）（2011年）飾演 湯田惠理子
- 天使之刃（日语：天使のナイフ#テレビドラマ）（2015年2月 - 3月）飾演 前田澄子[4]
- 不沉的太陽（2016年）飾演 行天麗子[5]
- 黑書院の六兵衛（2018年）飾演 六兵衛之妻
- 正體（2022年）飾演 笹原浩子

## 外部連結
- 經紀公司個人介紹（日語）
- 官方部落格 （页面存档备份，存于）（日語）
- 若村麻由美的Instagram帳戶（日語）